# Paul Machy
Paul, Emile Amand Machy, né le 17 octobre 1887 à Oye-Plage (Pas-de-Calais) et Mort pour la France fin mars 1945 lors de son transfert à Buchenwald (Allemagne), est un homme politique français.

## Parcours
Il fit ses études à Bourbourg (Nord) et à Douai (Nord) puis devient instituteur dans plusieurs communes de l'arrondissement de Dunkerque.
Mobilisé dès août 1914 comme officier de réserve d'infanterie, il est grièvement blessé lors de la bataille des Éparges en 1915 et reçoit la Croix de guerre.
Après la guerre il retrouve son poste d'instituteur puis devient Directeur d'école.
Il commence sa carrière politique dès 1932 mais le premier succès intervient en 1935, lorsqu'il devient maire de la ville de Rosendaël puis deux ans plus tard Conseiller général du Canton de Dunkerque-Est.
Pendant la Seconde Guerre mondiale il adhère dès 1941 au mouvement Libération-Nord. Dénoncé, il est arrêté le 4 août 1944 dans la pharmacie de sa fille et de son gendre Jacques Collache.
Condamné à trois ans de prison à Loos, il est transféré dans les camps de concentration Oranienburg-Sachsenhausen puis Bergen-Belsen.
Fin mars 1945, il est massacré par les SS, son corps ne sera jamais retrouvé.
Il est déclaré Mort pour la France par le tribunal de 1er instance de Dunkerque le 17 novembre 1948.

## Distinctions[2]
- Officier de la Légion d'honneur (par décret du 18 septembre 1943).
  -  Chevalier de la Légion d'honneur ( (par décret du 25 décembre 1935).
- Croix de guerre 1914-1918.
- Officier de l'ordre des Palmes académiques.

## Hommage
- Une rue de Rosendaël porte son nom depuis le 18 mars 1954[3].
- Un collège de Rosendaël porte son nom également depuis le 9 juin 1965[4],[5]
- Une avenue de Oye-Plage porte son nom depuis le 26 juin 2008[6].
- Une rue de Bourbourg porte son nom[7].
- Un internat porte son nom à Petit-Fort-Philippe.

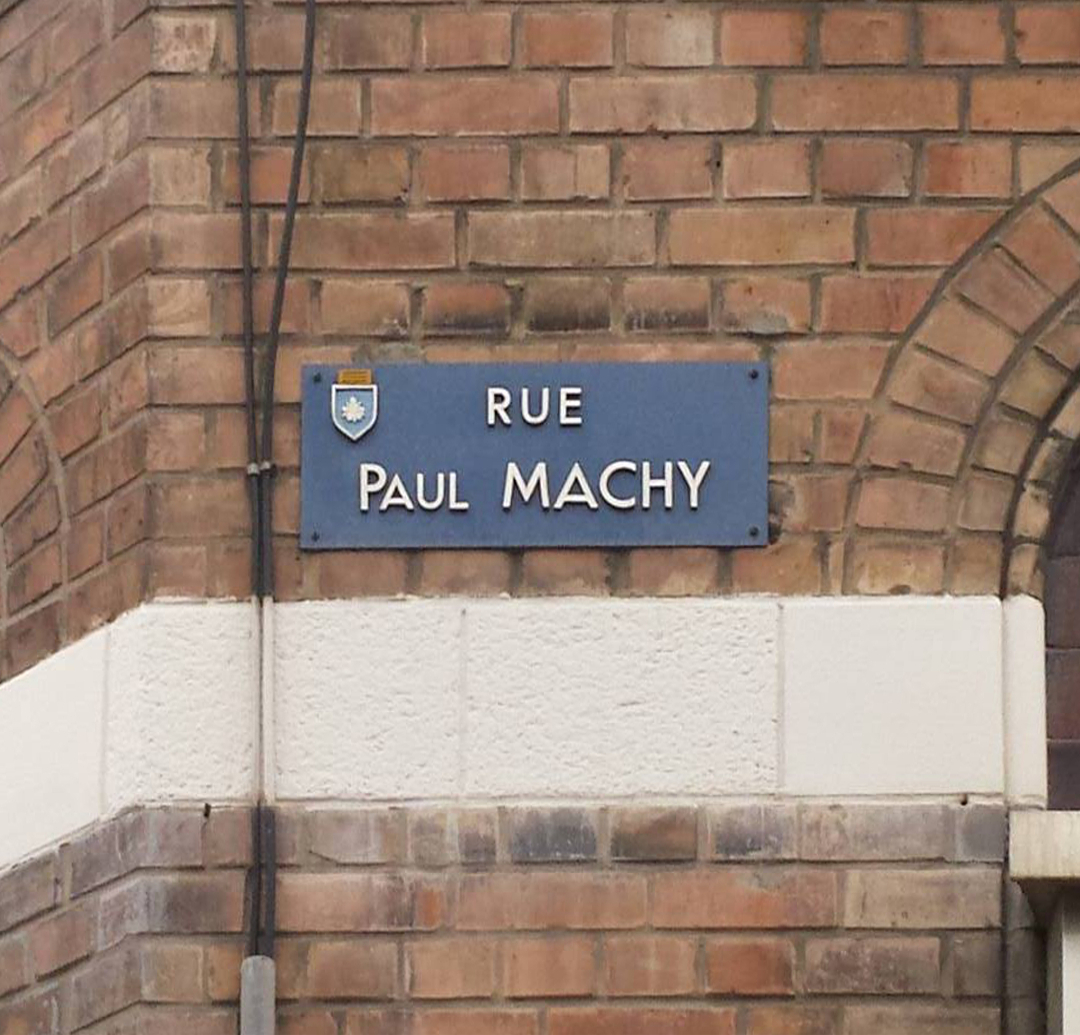
Plaque de rue Paul Machy à Rosendaël
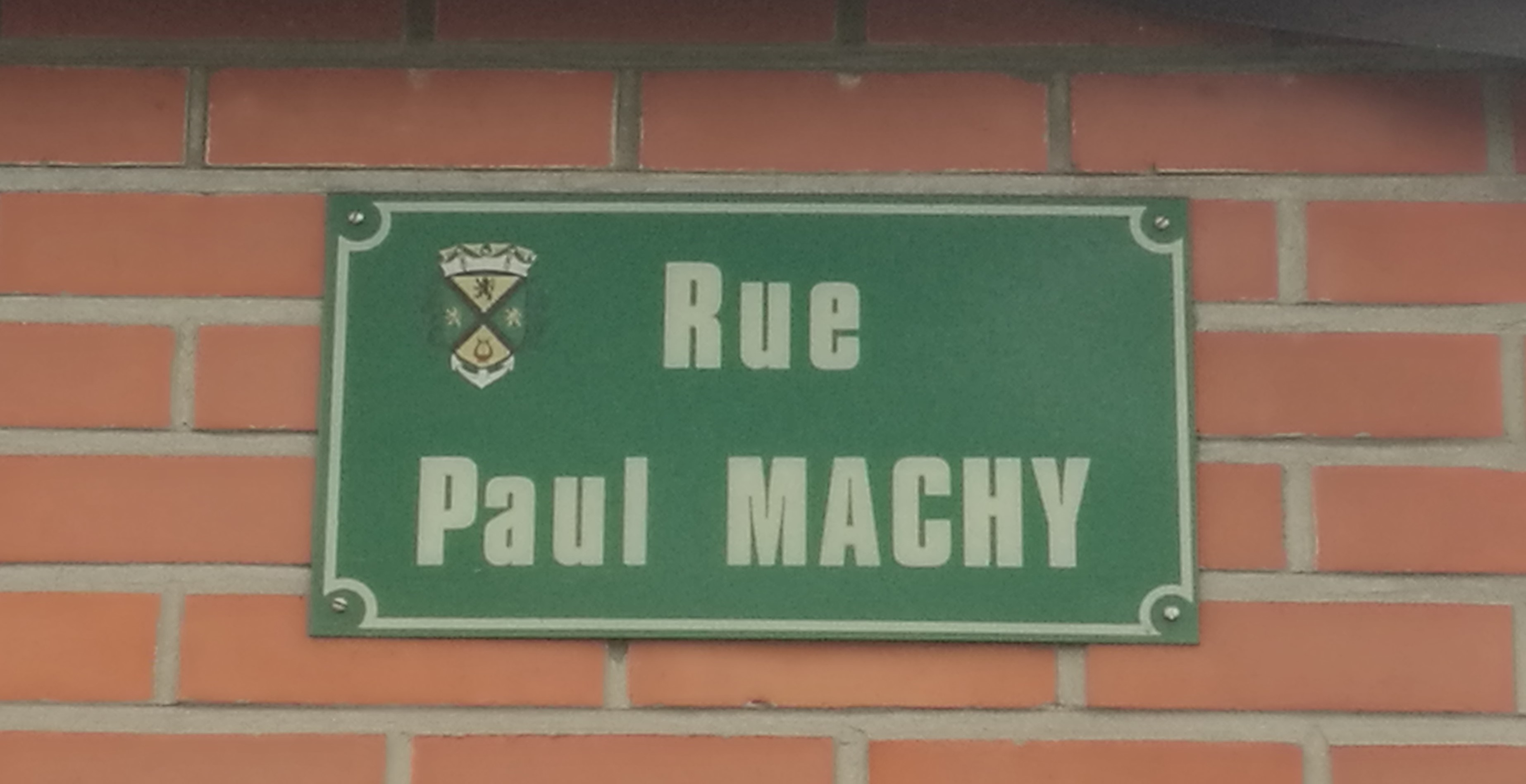
Plaque de rue Paul Machy à Saint-Pol-sur-Mer
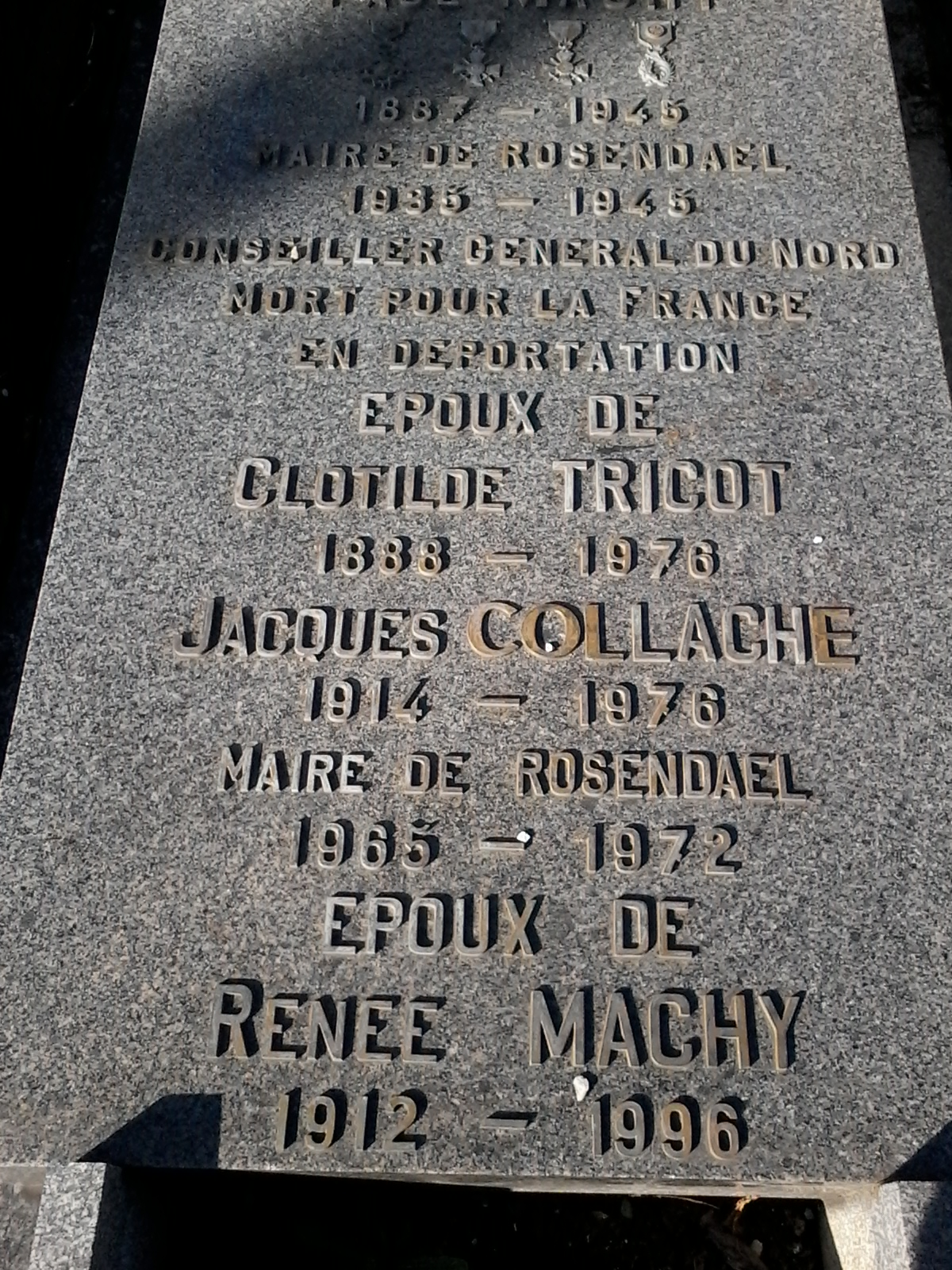
Stèle (corps non retrouvé) au cimetière de Rosendaël